# Organización Democrática Nacionalista Unida
La Organización Democrática Nacionalista Unida (en inglés: United Democratic Nationalist Organization) conocida por sus siglas como UNIDO, fue una coalición electoral que funcionó como principal oposición al régimen autoritario de Ferdinand Marcos y su partido, el Kilusang Bagong Lipunan. Fue fundada en enero de 1980, inicialmente como Oposición Democrática Unida, adquiriendo su nombre posterior en 1982. Inicialmente era una alianza entre ocho de los principales partidos políticos del país cuyo objetivo era desbancar del poder a Ferdinand Marcos por vía legal. Tras su cambio de nombre, otros cuatro partidos se unieron a la coalición. Poco después del asesinato del senador opositor Benigno Aquino, el partido fue dirigido por el senador Salvador Laurel, de Batangas, llevando a Corazón Aquino a la presidencia en las controvertidas elecciones de 1986.
Se disolvió en septiembre de 1988, dos años después de haber triunfado en derrocar a Marcos. Veintinueve años después de su disolución, en 2016, se intentó restaurar el partido de cara a las elecciones legislativas, aunque dicha formación no logró obtener ningún escaño.